# 마술사 (타로)

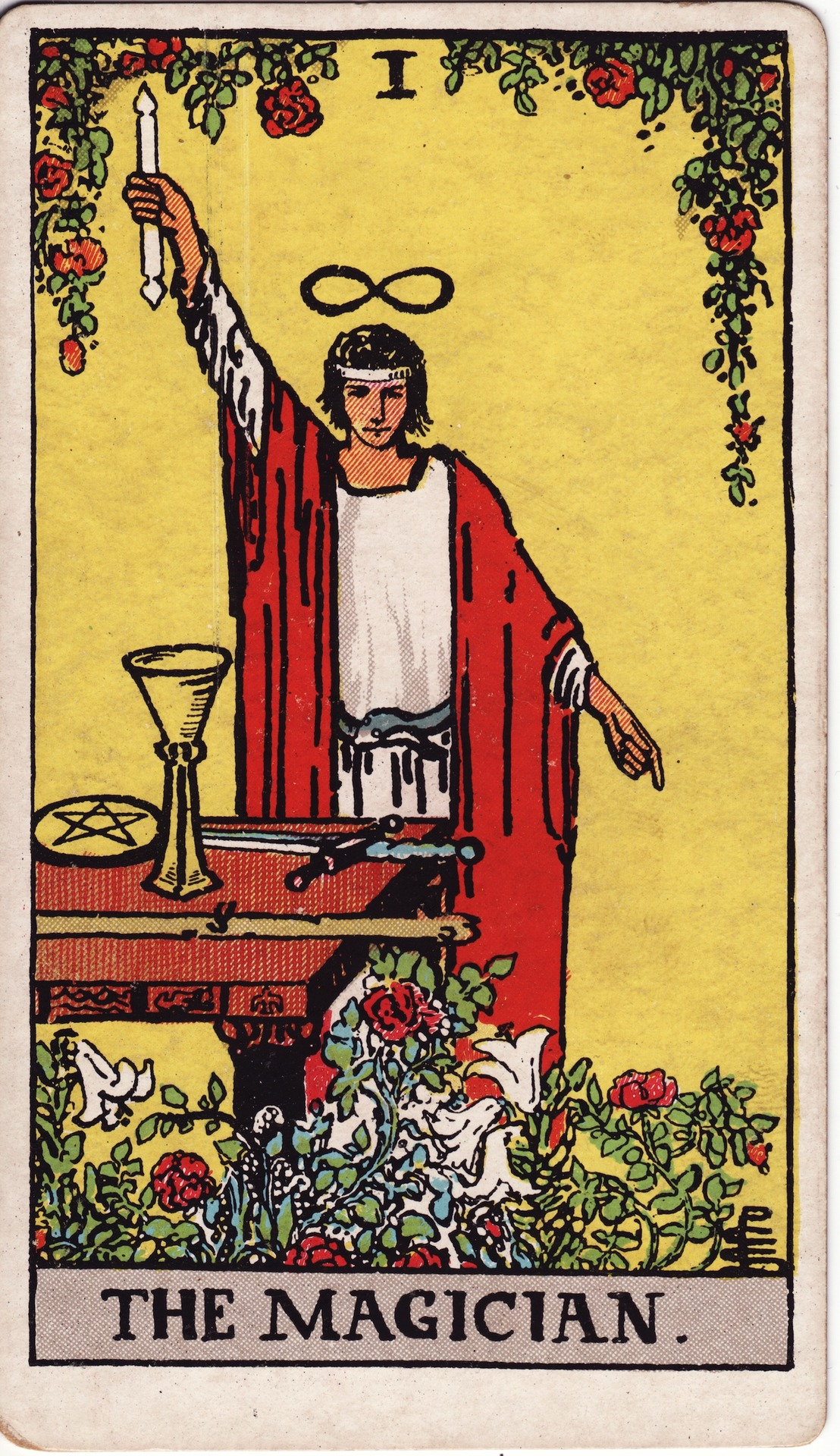
웨이트판 타로의 마술사

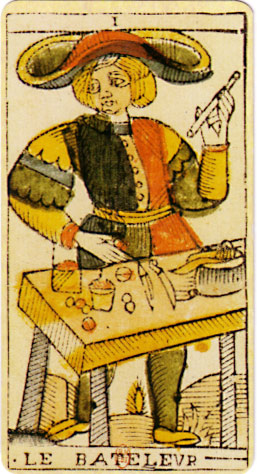
마르세유판 타로의 마술사

마술사(魔術師, 프랑스어: Le Bateleur, 영어: The Magician)는 타로의 메이저 아르카나에 속하는 카드의 1매다. 기술사(奇術師), 수품사(手品師)라고도 한다. 카드 번호는 '1'.

## 카드의 의미
정위치의 의미
에너지, 가능성, 재능, 잠재력, 욕망의 발현, 물질 세계와 영적인 세계의 만남, 영적인 에너지를 행동으로 전환하는 통로, 기원, 활기, 기회, 감각, 창조.
역위치의 의미
흑마법, 광기, 정신적 고통, 혼미, 무기력, 슬럼프, 배반, 소극성.
아서 에드워드 웨이트의 타로 도해의 해설에서는 '의지·수완·외교'를 의미한다고 여겨진다.

## 카발라와의 관계
히브리 문자는 베이트(ב), 다만 복수의 이설이 있다. 또 '황금의 새벽단'의 설에서는 케텔과 비나의 세피라를 결합하는 경에 관련지을 수 있다고 한다.

## 점성술과의 대응
이하와 같은 제설이 있다.
- 별자리：백양궁설, 사자궁설
- 행성：태양설, 수성설,'수성+천왕성'설[2]

## 우화의 해석
마르세유판 타로 등의 전통적인 물건에서는, 그려져 있는 모습은 마술을 하는 노상의 연예인이었다. 마르세유판의 마술사(기술사)는 수상한 인물이 그려져 있다. 첨단이 금빛의 곱슬 머리카락에 이상한 형태의 모자를 써 화려한 의상에 몸을 싸, 오른손은 금화를 유지 밤왼손으로 스틱(봉)을 빙글빙글 돌리고 있다. 또, 이 남자로서의 체면이 서 있는 장소는 빈 터이며, 당장 망가져 버릴 것 같은 3개 다리의 테이블 위에 잡다한 도구를 끌기 시작하고, 스테이지를 열고 있다. 테이블 위에는 나이프 나 수 매의 금화, 도박 등도 하는 것인지 주사위와 잔 등을 늘어놓을 수 있고 그것들이 들어가 있었다고 생각되는 가방도 놓여져 있다. 가방에서는 옷감과 같은 것이 튀어 나와, 안에 아직 무엇인가 들어 있는 것 같은 것을 전하고 있다. 이 테이블 위에 늘어놓을 수 있었던 여하원 끊임없는 도구류의 일부와 마술사가 내거는 지팡이는, 각각 마이너 아르카나의 슈트(검·봉·잔·금화) 에 상당한다. 이 안의 '지팡이'를 마술사가 왼손으로 내걸고 있는 것은, 상징 학문적 측면에서 그에게 갖춰진 '힘'이 면학이나 수행에 의해 초래된 것은 아니고, 무의식적으로, 선천적으로 갖출 수 있던 '힘'이라고 해석된다. 대하고 오른손으로 빚어 변통하는 코인은, 항상 세상에 도착해 도는 '돈'을 상징해, 이 인물의 의식적인 부분이 문자 그대로 '장사'로 향하고 있다고 해석된다. 또 주사위는, 6면에 기록된 숫자의 화가 '21'인 것은, 메이저 아르카나에 늘어서는 각 카드로 부기되는 숫자의 최대수인 것과 동시에, 마르세유판에서는 숫자를 가지지 않는 바보를 제외한 매수로 일치한다. 이러한 물건들이 줄선 테이블은 사각형(넷째의 모퉁이는 역시 숨겨져 있지만, 일반적으로 사각형이라고 볼 수 있다)이지만, 테이블의 다리는 3개로 기묘한 그려지는 방법을 하고 있다. 이 테이블이 3개 다리인 것에 대해선 제설이 존재하지만, 대표적인 것으로, 3차원과 4차원, 삼위일체와 4위도대체, 제 4의 것은 항상 숨겨진다고 하는 신비 사상·비교원리, 등과 관련지어 해석을 한다. 또, 이 마술사의 기발한 의상은 보는 사람에게 어쩐지 수상한 인상을 주지만, 바보와 같이 전연 규칙성이 느껴지지 않는 것은 아니다. 그 의상에는 1분의 혼란도 보이지 않고, 배색은 좌우 비대칭이 되도록 대조적으로 구성되어 있다. 즉, 이 인물은 이러한 기발한 의상을 몸에 대는 것에 의해서 의도적으로 스스로의 능력을 덮어 가려, 대중을 속이는 계산적 인물인 것을 엿볼 수 있다. 실제로 이 인물은 신체를 오른쪽(상징으로서 미래)으로 향하면서도 왼쪽(마찬가지로 과거)을 되돌아 봐 반성하는 것을 잊지 않는다. 이 마술사는, 그 외형적 특징이나 트릭을 실시하는 직업 상 등에서 바보 등의 트릭스터와 비교·조합되는 일이 있지만, 그의 트릭은 실패가 용서되지 않는 일이며, 계산된 다음의 것이며, 작품이며, 예술이다. 고로그는 여러 가지 기적을 일으켜 만능의 신과 같이 행동거지 관객을 놀래지만, 어디까지나 스테이지 위로 한정된다. 더해 이 인물의 양 다리의 사이부터 성장하는 한층 더 눈에 띄는 1매의 잎은 생명력의 상징이며, 이 후 20매 계속되는 카드의 시작인 '1'그 자체이며, 남근이다.
황금의 새벽단은 신비적으로 해석되어 도안도 거기에 준거한 것으로 변경되었다. 동단의 디자인에 의한 황금의 새벽단 타로에서는 제단상에 제구를 헌납하는 술사가 그려지고 있어 '힘의 술사(Magus of Power)'라는 칭호가 주어지고 있다. 이것은 정신에 의해서 통제 · 제어되는 원소력의 결합과 균형을 나타낸다. 웨이트의 디자인에 의한 웨이트판 타로는, 성의를 몸에 걸친 젊은 마술사가 그려져 있다. 두상의 '∞'은 '삼위일체'를, 허리띠는 스스로의 꼬리를 음식 하는 큰뱀 우로보로스를 상징하고 있어, 모두 무한성·영겁성을 나타낸다. 마술사가 천상으로 내거는 성장과 대지를 나타내는 손가락은 만능의 신의 힘을 지상에 내리는 것을 의미한다. 테이블 위에 놓여져 있는 검·봉·잔·금화는 마이너 아르카나를 구성하는 슈트이며, 4원소와의 접촉·교신을 상징한다.

## 참고 문헌
- 사리 니컬스『융과 타로』ISBN 4-7835-1183-7
- 알프레드 더글라스『타로』ISBN 4-3092-2428-8
- 리즈미 류이치『타로 대전』ISBN 4-3140-0964-0